# Iglesia de la Virgen del Rivero
La iglesia de Nuestra Señora del Rivero, de la Virgen del Rivero o, simplemente, el Rivero, es obra románica del siglo XII, se localiza dentro del núcleo urbano de San Esteban de Gormaz (Provincia de Soria, España), sobre un altozano, en un espléndido emplazamiento, rodeada por el antiguo cementerio, totalmente cerrado por un muro de mampostería, y con entrada independiente desde la rampa de acceso al conjunto.

## Descripción
Consta de una sola nave, con ábside semicircular, precedido de tramo recto, y galería porticada al Sur.
La iglesia ha sufrido diversas reformas y ampliaciones, siendo añadidos posteriores la sacristía, el camarín, la capilla y la espadaña-campanario.
El ábside queda oculto tras estos añadidos, por lo que es visible en un sector muy limitado, un solo lienzo, con ventana abocinada, decorada con ajedrezado, al igual que la cornisa, apoyada en rudos canecillos.
El pórtico sigue en todos los detalles la estructura de la vecina iglesia de San Miguel, sólo queda, de su disposición original, la puerta y dos tramos, uno de dos arcos y otro de tres.

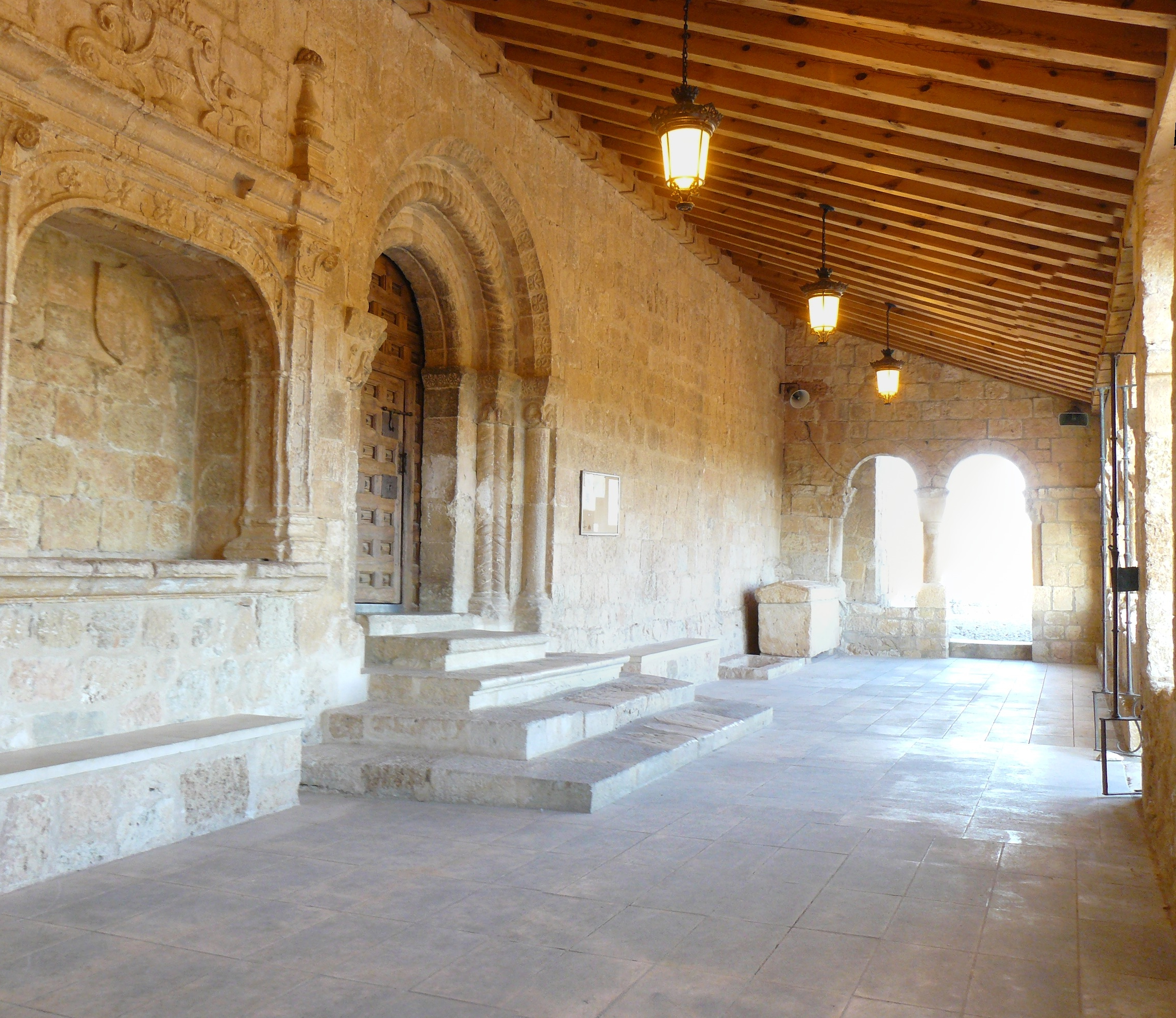
Portada de la iglesia.

La portada, situada en posición elevada respecto al pórtico, consta de tres arquivoltas, la interior baquetonada, descansa sobre jambas lisas; la central formada por un doble sogueado, sobre fustes también sogueados, y la exterior decorada con temas florales.
En su interior, la nave se divide en tres tramos, cubiertos por bóvedas de lunetos, que se apoyan en pilastras. El presbiterio, muy alterado por la adición de la capilla, tiene bóveda de cañón apuntado.
El ábside, semicircular, se cubre con bóveda de cuarto de esfera.
A los pies se sitúa el coro.